# Чуваши
Чувашите (на чувашки: чăвашсем, на татарски: чуашлар, на ерзянски: ветькеть, на руски: чуваши, на башкирски: сыуашлар, марийски от град Елабуга: сюэсъ, марийски от района на град Козмодемянск: суасъ - в множествено число; в единствено число - мар.: Суас, тат.: Чуаш, баш.: Сыуаш, рус.: Чуваш, китай.: Shuǐwǎshén) са тюркоезичен народ, който живее предимно в източните краища на Европейска Русия. В Руската Федерация живеят около 1,7 млн. чуваши (според преброяването през 2002 г.), около 890 хиляди от които живеят в Чувашия, съставлявайки 67 % от населението й, около 126 хил. - в Татарстан, 117 хил. - в Башкирия, 101 хил. - в Самарска област, 111 хил. - в Уляновска област на Русия.
Чувашите се делят на две групи:
- горни чуваши (вирьял) – в Северна и Североизточна Чувашия, които са по-близки до марийците (черемисите) в културно отношение
- долни чуваши (анатри) – в Южна Чувашия и извън нея. Те са по-близки до татарите.

Говорят на чувашки език, който е единственият жив представител на огурските тюркски езици, към които се смята, че е принадлежал и езикът на прабългарите. Башкирите наричат чувашкия език "Сыуаш".
Основното вероизповедание сред чувашите е православното християнство с елементи от езически вярвания. Малка част от долните чуваши са мюсюлмани.

## Етимология
Болшинството лингвисти смятат, че етнонимът „чуваш“ означава „воден“ човек, или по-скоро „покланящ се на водата“ или „живеещ сред водата“, което се свързва с корена "су" - "вода" в тюркските езици; има различни регионални варианти, като "Сыу" на башкирски, а на китайския Shuǐ  水 има същото значение. Афиксът -аш означава "аси", тоест хора.

Предполага се, че името на чувашите идва от това на народа савири, с който е свързван произходът им, по-конкретно - със записаните в бележките на арабския пътешественик Ибн Фадлан варианти suvar и suvas, където коренът Suv или Su е от тюркските езици и означава "вода", а окончанието ar или as значи "племена". Подобно е значението на ju- , juw- 'измия' (Ryasyanen, 209a), което съчетано с аориста прави juvar . Shăvar - да полееш, Zu - измиване. Тоест "савири"/"сувари" би могло да се преведе, като "сред водата", предвид вярването на чувашите, че живеят на суша, стояща в средата на воден басейн и граничеща с океан, а по-ранното значение на името би могло да бъде "племе на водата". Вероятно преходи: Chăvash - от "Shyvash" - от "Shyv" - "Вода"; Сувас -> Шуваш -> Щуваш -> Чуваш -> Чăваш
Всё это заставляет нас предположить, что слово «чăваш» в старину произносилось чувашами несколько иначе, чем теперь, и именно в одной из следующих форм: ćуаć , ćуаз , ćы̆ваć или ćы̆вас (çуаç, çуас, çăваç, çăвас); в этом то более древнем виде оно и было взято черемисами в их богатый чувашизмами язык.— Ашмарин Н. И. Болгары и чуваши . — Казань, 1902.
Этимологи предлагают следующую сокращённую схему происхождения этнонима чăваш «чуваш»: савир → сувар → сувас → суваш → чăваш . О. Г. Большаков также считает верной указанную схему. В частности, он уточняет, что арабское ‘с’ часто заменяет отсутствующий в арабском языке звук ‘ч’, отсюда: суваз → чуваз → чуваш / Большаков 1971

## История
Според чувашкия езиковед В. Егоров чувашите се формират в процеса на тюркизация на местни фински племена (марийци). Това се потвърждава и от голямата близост в културата и традициите между чуваши и марийци, както и от антропологически изследвания. Съвременните генетически изследвания показват значителния дял (около 28%) на хаплогрупа N (сочеща угро-фински произход) сред чувашите.
Други учени смятат, че чувашите са от савирски произход. Според историята на Алуанк Мовсес Каланкатуаци, савирите се покръстват през 685 г. в град Варачан (съвременното село Уллубии в Ленински район на Дагестан). След дълги войни с арабите, а най-вече - след разгрома на последните, савирите се преместват на север към Волжка България през 737 г. Там те се смесват с местни финоезични племена. През 1236 г. чувашите попадат под властта на монголските орди, а по-късно - на Казанското ханство. След XV-XVI в. те вече се споменават като отделен народ в състава на Казанското ханство. През 1551 г. преминават под властта на Московската държава. По-късната им история е свързана развилите се на нейна основа последователно Руската империя, Съветски съюз и Руска федерация.

## Бит и култура

### Поминък
Основен поминък на чувашите в миналото е било земеделието. Днес около 20% от населението на Чувашия е заето в селскостопанския сектор. Ловът и дърводобивът са били много по-слабо застъпени отколкото при съседните им марийци и ерзяни. Отглеждали са зърнени култури (ръж, овес), технически култури (лен, коноп) и хмел. Чувашите са се занимавали и със занаятчийство: плетене на рогозки, производство на мебели от дърво и плетени торби. Мъжете са ходили на гурбет (работа в чужбина) в градовете по р. Волга (чув. Атăл).
Чувашките села са по-големи от тези на марийците и удмуртите (някои имат до 600 – 700 къщи) и се наричат ял. Къщата или избата (чув. пӳрт, çурт) прилича на руската изба, но руската печка е допълнена от огнище с окачен котел. Характерна за чувашката изба е украсата от луковици по дължината на стрехата и по гредата на голямата порта (чув. мăн алăк), а също и обичаят да се боядисват домовете в синьо. Често се среща както и при марийците и удмуртите лека постройка на двора (чув. лаç) без под и покрив, която се е използвала като лятна кухня.

### Религия
Традиционните вярвания на чувашите се наричат с общото название ваттисен ѝăли, което означава „обичаят на прадедите“. В тях се преплитат местни, свързани със съседните фински народи (марийци, удмурти, мордва), обичаи както и остатъци от мюсюлманската религия, възприета във Волжка България. Сред чувашите в миналото е имало и такива, които живеят като полу-християни, полу-мюсюлмани (чув. çу-чăваш). Чувашите езичници признават един върховен бог (Султи Турă), покрай многобройните духове, свързани на различни сфери от ежедневието като: Йĕрĕх, Пӳлĕхçи, Пирешти (от тат. фəрештə „ангел“ < перс.), Пихампар (от тат. пəйгамбəр „пророк“ < перс.), Хăрпан (от тат. курбан < араб.) и други.

### Носии
Мъжката народна носия е почти излязла от употреба още в началото на 20 век. Състои се от дълга риза (кĕпе) и панталони (йĕм), подобна е на руската. Женската носия се състои от дълга богато везана риза (чув. кĕпе), а нагръдникът (чув. кĕскĕ) е украсен с парици, бисери и токи. Общо взето чувашката носия прилича на носията на съседните финоезични народи. Женската украсата за глава се състои от полусферична плетена шапчица (чув. тухъя) или украса от пари и бисери, опъната върху твърд пресечен конус (чув. хушпу), срещат се и женски тюрбани в татарски стил (чув. чалма).

### Сватбени и семейни традиции
При чувашите са разпространени три форми на сключване на брак:
1. С пълен сватбен обред и сватосване.
2. Похищение (което би могло да значи и отвличане и/или повече или по-малко насилствено обладаване) на невястата, най-често - с нейно съгласие, така че семейството на жената да бъде поставено пред свършен факт. В балканските обичаи сходно - крадене на мома.
3. Сватба без съгласието на родителите, но предполагаемо и без похищение.
В случай, че сватбеният обред е пълният, в дома на булката женихът е съпровождан от много сватбари. На гърба му е закачена специална разноцветна кърпа (çулăк). През това време невястата се прощава (казва с думи на сбогуване) с роднините си. Обличат я в момински дрехи и покриват лицето ѝ с було. Невестата започва да плаче заедно с оплаквачките (оплакват предстоящата й раздяла със семейството си и с девствеността си). Сватбарите и женихът са посрещани на вратата с хляб и сол. След продължителния поетически монолог, гостите са поканени да излязат навън при сервираните маси. Започват угощенията, поднасят се приветствията и звучат песните на гостите. На другия ден сватбарите на жениха си тръгват. Невестата се качва на кон, а женихът три пъти я удря с плетен камшик, за да изгони от нея духовете от рода ѝ. Веселбата продължава в дома на младоженеца с участието и на роднините на булката.
Първата брачна нощ младоженците прекарват на някое изоставено място. Първото си дете младата жена ражда в дома на родителите си. Пъпната връв на момчетата е отрязвана със секира, а на момичетата – със сърп, за да са децата трудолюбиви. В чувашкото семейство главна роля има мъжът, но и жената се ползва с известен авторитет. Разводите са рядко явление.

### Кухня
Традиционната кухня се състои основно от продукция на земеделието и животновъдството. Широко се употребяват каша, немляно брашно, супи от рибен или месен бульон и прибавени към тях грис и зеленчуци. Популярни ястия са варен колбас с пълнеж от грис, накълцано месо или животинска кръв, чорба с тестени топчета и др.
Млечни продукти се консумират под формата на прясно и кисело мляко (чув. турăх), сметана (чув. хăйма), и извара (чув. тăварă/тоарă, чăкăт). Разнообразни са печените изделия – хляб (чув. çăкăр) от ръжено брашно, пирожки (чув. кукăль), питки (чув. ѝăва, пашалу, юсман), мекици (чув. пĕлĕм), пӳремеч (ястие от тесто, в средата на размесеното тесто се слага картофено пюре, намазва се с яйчен жълтък и се пече) и др.
Традиционни ястия са хуплу (вид баница с плънка от месо или риба), шăрттан (печен овчи стомах с пълнеж с месо), фиде (чув. яшка), различни каши (пăтă) и чорби (шӳрпе). Много разпространено е пивото (сăра). Долните чуваши употребяват и конското месо, като обредно ястие. На масата на чувашите традиционно присъства и медът (пыл).

### Чувашки фолклор
Сред многобройните чувашки приказки преобладават вълшебните. Най-разпространените сюжети са за селския син, който търси щастието/късмета си по съвета на баща си; борба за връщане на откраднатото щастие; отмъщение на злите сили за поруганата чест. Широко са представени приказки за животни, битови и др. В чувашкия фолклор има ред исторически предания и легенди за живота и геройствата на древните предци, за игото (робията под властта им) на монголо-татарите и на казанските феодали и др. Много са популярни сказанията за Олъп (чув. Улăп) – чувашки митичен супер-герой - великан.
Особен жанр представляват заклинанията, свързани с езическата култура. Израз на народната мъдрост са пословиците, поговорките, загадките/гатанките. Сред местните умотворения и сентенции са:
1. След тъгата идва радост.
2. Когато е малко – е достатъчно, когато е много – не достига.
3. От една искра може да изгори цяло село, а от една интрига човек може да загине.
4. Каквото е лицето, такава е и душата. 
5. Победил кокошката, но бил надвит от мишката. 
6. Преди да излезеш, помисли как ще излезеш. 
7. Чуждата душа е непроходима гора.
8. Бедата пътува с шейна, а щастието ходи пеша. 
9. Два пъти млад няма да бъдеш. 
10. Когато любовта угасне, не може да бъде загрята и в печка. 
11. Красотата е до време, добротата е завинаги.
12. Вървящият по обиколния път намерил щастието, а вървящият напряко се натъкнал на пречки.